# Clifford Hammonds
Pour les articles homonymes, voir Hammonds.
Clifford Daniel Hammonds est un meneur américain de basket-ball né le 18 décembre 1985 à Fort Bragg (Caroline du Nord).

## Biographie
Non drafté après sa formation avec les Tigers à l'université de Clemson en 2008, il commence sa carrière professionnelle en Turquie à Darüşşafaka, puis rejoint Efes Pilsen İstanbul, avec lequel il dispute cinq matchs d'Euroligue, avant de revenir à Darussafaka où il termine la saison.
Il s'engage en 2009-2010 avec le club grec de Peristeri, neuvième du championnat (12,9 points, 3,1 rebonds, 3,7 passes et 1,5 interception en 31 minutes de moyenne par match) avec une bonne adresse à trois points (42,2 % de réussite). 
En juillet 2010, il s'engage avec le club français de l'ASVEL Lyon-Villeurbanne en France.
Limoges, contraint de se passer de sa recrue américaine Zamal Nixon jusqu'à la fin du mois d'octobre. Le 24 septembre 2016 il s'engage avec le Limoges CSP, comme joker médicale de Zamal Nixon. il signe à Ludwigsburg en Allemagne.

## Palmarès
- Vainqueur de la Coupe de Belgique en 2022 et 2024 avec le Limbourg United.